# Luisium
A Luisium nevű kastély Dessau városközpontjától keletre található. Az őt övező parkkal együtt a dessau–wörlitzi kertbirodalom részeként felkerült az UNESCO világörökség listájára.
1774-ben III. Lipót Frigyes Ferenc anhalt–dessaui herceg egy angol stílusú vidéki házat kezdett építtetni felesége, Luise von Brandenburg-Schwedt részére, innen származik a Luisium név. A Friedrich Wilhelm von Erdmannsdorff által tervezett klasszicista épület különösen karcsú és kifinomult formájú. Az épület földszintjén levő díszteremben figyelemreméltó domborművek, festmények és sötétzöld márványpillérek láthatók. A díszítések a pompeii freskókat idézik. A súlyosan ünnepélyes díszteremmel ellentétben az emeleti szobák kisebbek, könnyedebbek és elegánsabbak.
A kert meghittebb hatást kelt, mint a kertbirodalom többi létesítménye, noha a környék angol stílusú parkjaival ellentétben igencsak művi elrendezésű. Az árvíz ellen kialakított három földfal között kisplasztikák és kerti építmények, például a neogótikus kerti pavilon (Kígyóház) élénkítik a hatást. A nyugati oldalon tágas mezőre nyílik kilátás, ahol juhok, tehenek és kecskék legelnek. A méntelepet 1779 és 1781 között 16 hektáron létesítették. A telep épületei egy téglalap alakú udvart zárnak körbe. A homlokzat csúcsát egy ágaskodó ló díszíti.
III. Lipót herceg a Luisiumban halt meg 1817. augusztus 9-én, tíz nappal egy lovasbaleset után.
1990, vagyis a német újraegyesítés után a kertet felújították és szabadon látogatható. A kastély beléptidíj ellenében, tárlatvezető kíséretében tekinthető meg. A 2002-es árvíz súlyos károkat okozott a kertben, de tartományi és szövetségi segítséggel helyreállították.

## Fordítás
- Ez a szócikk részben vagy egészben  a   Luisium című német Wikipédia-szócikk ezen változatának fordításán alapul.  Az eredeti cikk szerkesztőit annak laptörténete sorolja fel. Ez a jelzés csupán a megfogalmazás eredetét és a szerzői jogokat jelzi, nem szolgál a cikkben szereplő információk forrásmegjelöléseként.